# Onze-Lieve-Vrouw van Lourdeskapel (Ruisbroek)

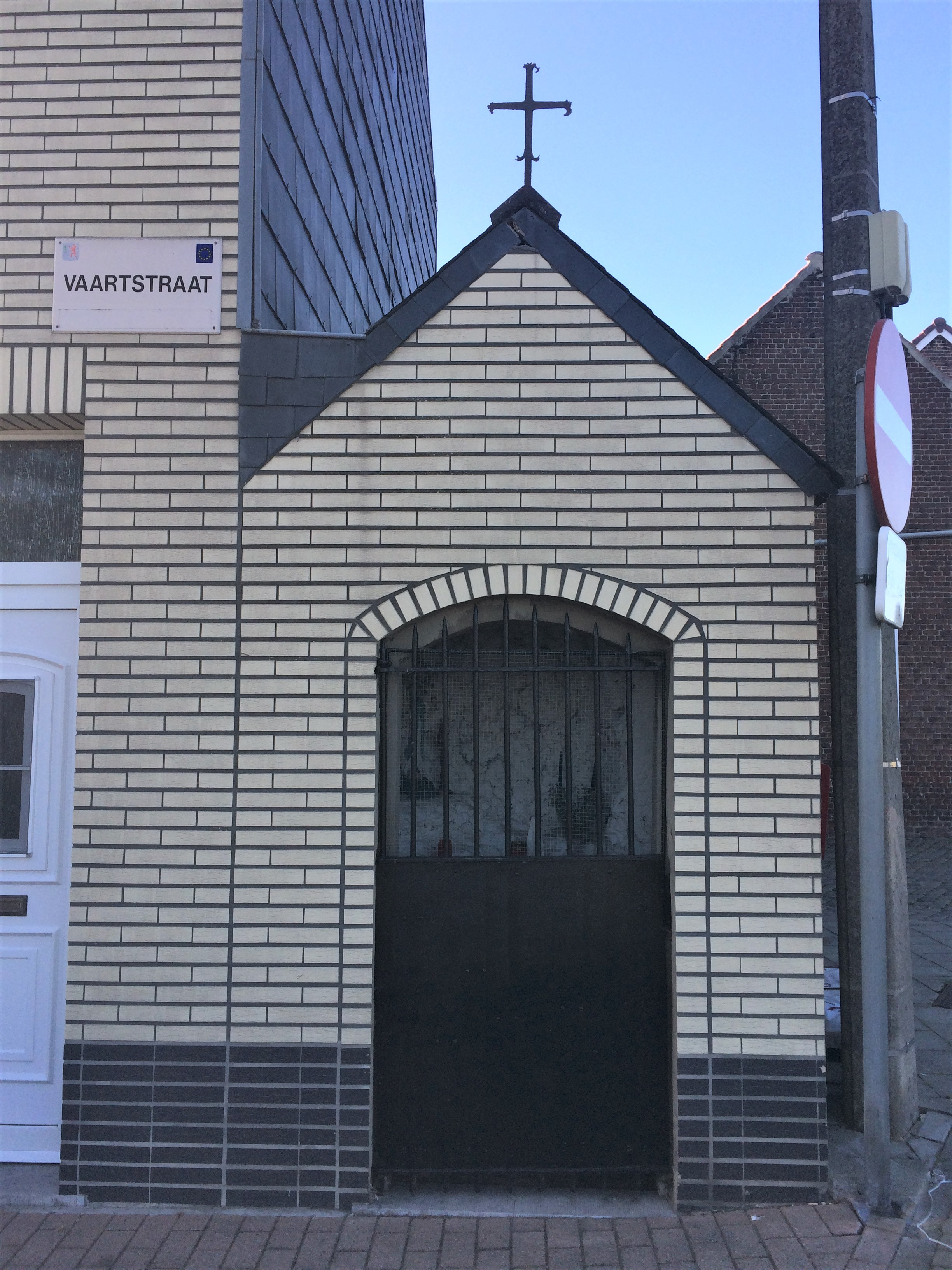
OLV van Lourdeskapel Ruisbroek

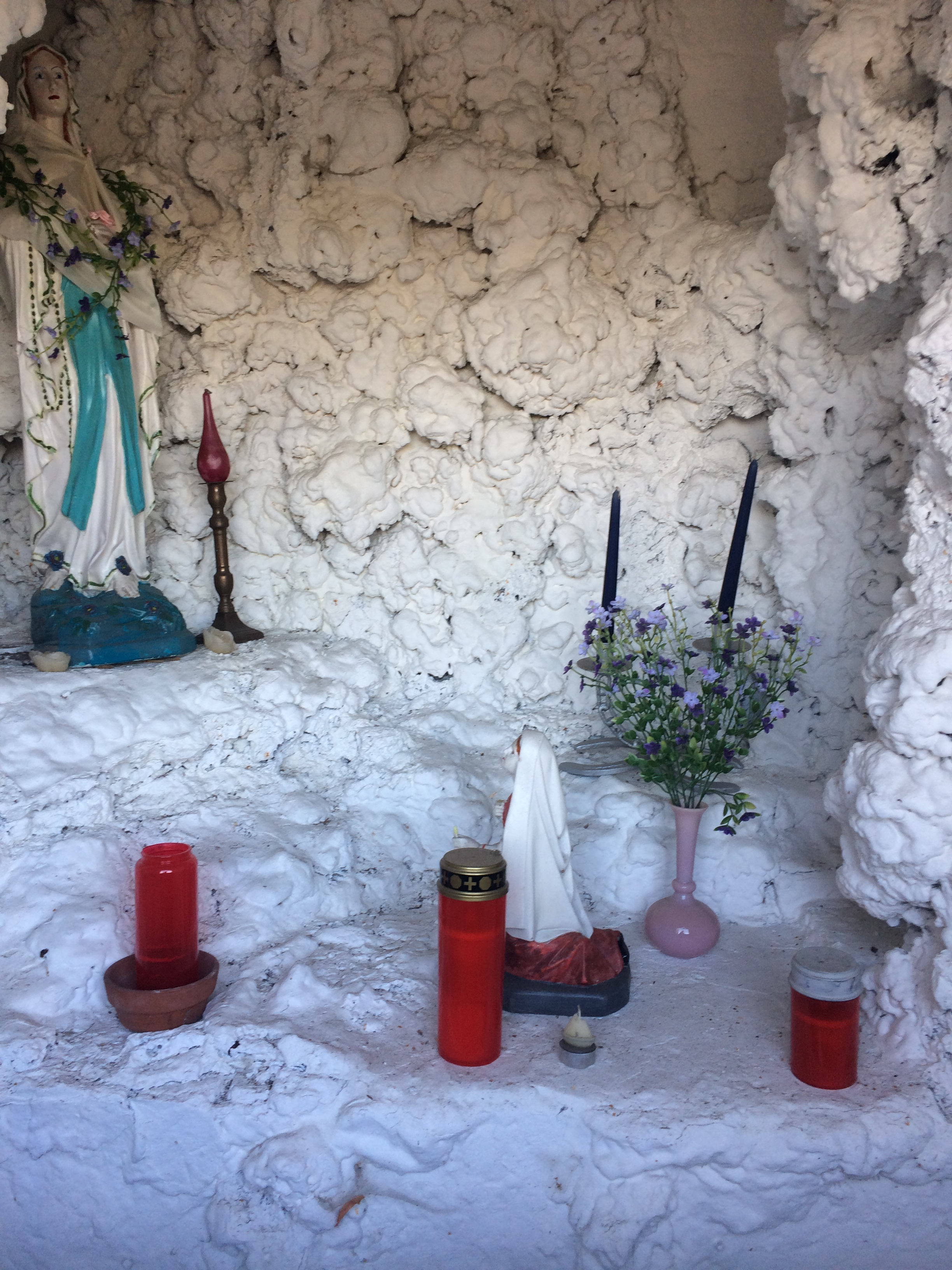
Onze-Lieve-Vrouw van Lourdeskapel binnenkant

Onze-Lieve-Vrouw van Lourdeskapel is een kapel in de Belgische plaats Ruisbroek, deelgemeente van Sint-Pieters-Leeuw. De kapel bevindt zich op de hoek van de Vaartstraat en Meerweg.  
Ze werd in dezelfde bakstenen gebouwd als het aanpalende landbouwbedrijf en is dus vermoedelijk in dezelfde periode opgericht. Op dezelfde plaats stond vroeger de Sint-Franciscuskapel.
De kapel bevat meerdere beelden waaronder Onze-Lieve-Vrouw. In de kapel is ook de nagebootste Mariagrot zichtbaar.